# Elisabetta Pierallini
Elisabetta Pierallini (Brescia, 16 novembre 1939) è una scrittrice italiana.
Ha vinto il premio "L'inedito" per il romanzo Sotto sale e il premio CONI nel 1977 per il racconto sportivo Se mi ami. Ha collaborato con Amica, La Cucina Italiana, Il Giorno, Giornale di Brescia, Madre, Alba, La Domenica del Corriere. Ha scritto per RSI (Radio Svizzera Italiana) radiogrammi e sceneggiati. Ha pubblicato diversi racconti sul suo blog "Il lupo ride" nel 2013 e tra il 2017 e il 2018 sul suo canale YouTube "Mini minimi".

## Opere
- Sotto sale, Vallecchi
- Farfalle in faccia, Vallecchi
- Bell'amore, Bompiani
- I belli di famiglia, Camunia
- Racconti scellerati, Passigli
- Ti aspetterò sempre, Fabbri Editori
- Viaggio in Egitto, Marna Editrice
- Villa dei cigni, Marna
- I racconti di Santa Lucia, Zanetto
- Una creatura da buttare, Zanetto
- La grande nascita, Zanetto
- L'uomo che comprava le rose dalla bambina polacca, Zanetto
- Il pontile dei topi lenti, Zanetto
- Candido Bianchi è l'assassino, Liberedizioni